# ГЕС Твін-Фолс
ГЕС Твін-Фолс – колишня гідроелектростанція у канадській провінції Ньюфаундленд і Лабрадор. Використовувала ресурс із річки Анкноун, правої притоки Черчилл, яка впадає до Атлантичного океану на східному узбережжі півострова Лабрадор. 
За чотири десятки кілометрів від устя Анкноун входить до каньйону, утворюючи водоспад Твін-Фолс висотою 53 метри. При цьому за півтора кілометри праворуч знаходиться паралельний сухий каньйон, вироблений колись цією ж річкою, котра в подальшому змінила точку зходу з височини та проклала собі новий шлях. Подача води до старого русла дозволяла використати падіння у 90 метрів, що створювало гарні умови для розміщення ГЕС. 
В 1960-1963 роках описану вище гідроенергетичну схему реалізувала компанія British Newfoundland Corporation (Brinco), котра діяла у спілці з гірничодобувними Wabush Mines та Iron Ore Company of Canada. Долину Анкноун перекрили греблею довжиною понад два кілометри, при цьому безпосередньо у руслі розташовувалась лише невелика секція з водопропускними пристроями довжиною біля півтори сотні метрів. Створений греблею підпір дозволив спрямувати ресурс в сухий каньйон, де він через чотири напірні водоводи діаметром по 0,9 метра живив гідроагрегати станції загальною потужністю 225 МВт.
Для видачі необхідної гірничодобувній промисловості Лабрадору електроенергії спорудили дві ЛЕП довжиною 185 км, розраховані на використання напруги у 230 кВ.
Невдовзі після завершення будівництва неподалік розгорнулось спорудження гігантської ГЕС Черчил-Фолс, котра використовує гідроенергетичний потенціал однойменного водоспаду, біля підніжжя якого Анкноун і впадає до Черчилл. Деривація ресурсу з Анкноун у водосховище нової станції дозволяла б виробити втричі більше електроенергії, аніж при перепуску цієї води через Твін-Фолс. Як наслідок, вище по течії від водозабірної греблі на Анкноун створили водосховище Осскомануан, з якого через водопропускну споруду здійснюється скидання ресурсу до резервуару ГЕС Черчилл-Фолс. При цьому станція Твін-Фолс постачала будівельний майданчик нового проекту, а по його завершенні була закрита в 1974 році.